# 諾雷阿

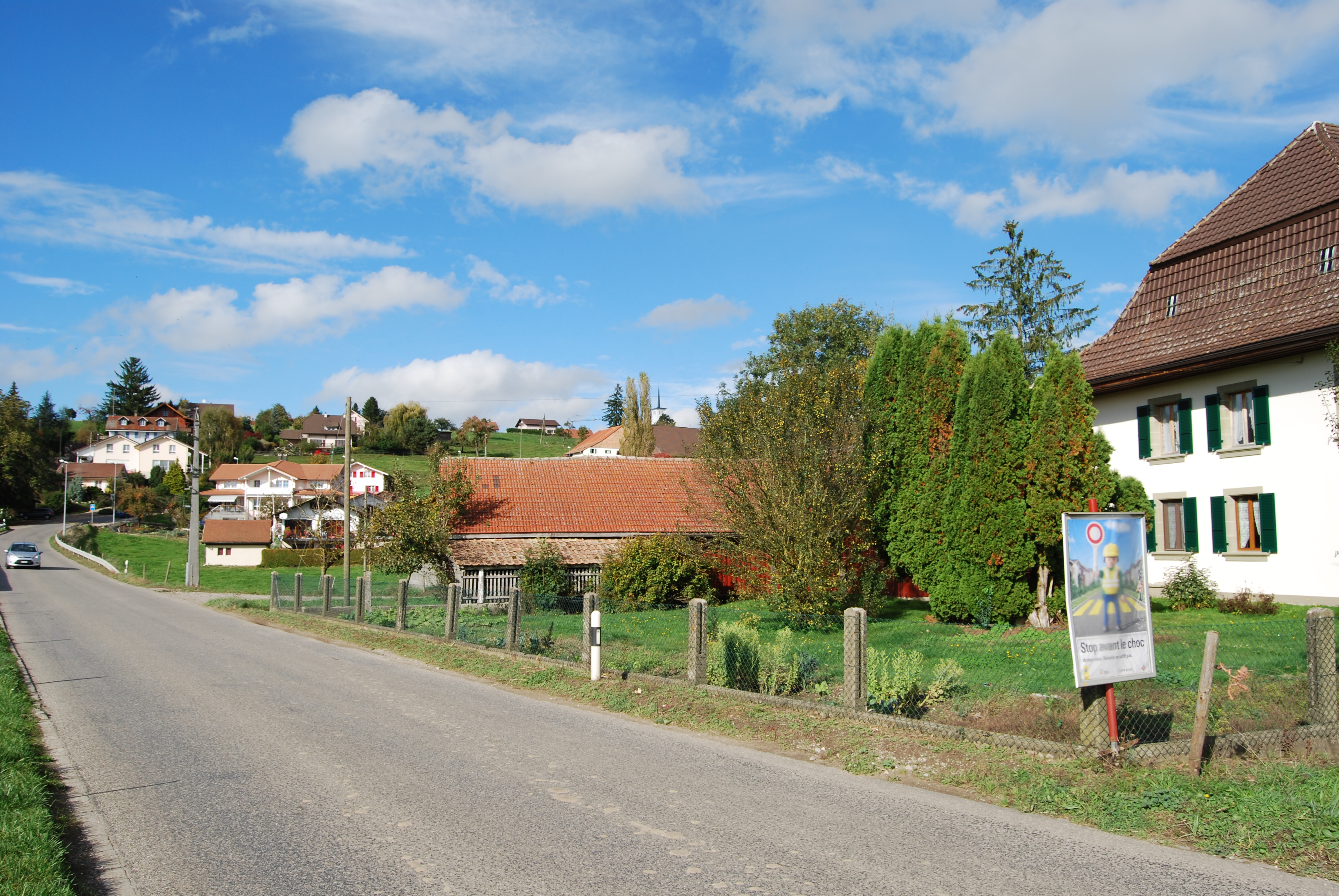

諾雷阿是瑞士的城鎮，位於該國西部，由弗里堡州負責管轄，面積6.9平方公里，海拔高度638米，2011年人口577，八成半人口信奉羅馬天主教，人口密度每平方公里84人。